# Josef Greindl
Josef Greindl (23 de diciembre de 1912 en Múnich-16 de abril de 1993, Viena) fue un bajo lírico alemán especializado en roles wagnerianos.
Estudió en la academia muniquesa con Paul Bender y debutó como Hunding en La Valquiria de Richard Wagner en Krefeld. 
Es muy recordado por su participación en el Festival de Bayreuth en papeles como Hunding, Hagen, Rey Marke y otros, donde cantó en el último El anillo del nibelungo escenificado por Wieland Wagner y dirigido por Karl Böhm. Allí debutó en 1943 cantando hasta 1969.
Cantó en el Metropolitan Opera entre 1952-54 y en el Teatro Colón (Buenos Aires) en 1950, 1951 y 1954 pero fue en la Städtische Oper Berlin donde cantó entre 1948-1970 totalizando 1369 representaciones así como en la Wiener Staatsoper donde cantó entre 1956-1969.
Su hija es la cantante Gudrun Greindl Rosner.